# Liste der Justizvollzugsanstalten in Sachsen-Anhalt
Die Liste der Justizvollzugsanstalten in Sachsen-Anhalt führt bestehende und ehemalige Justizvollzugsanstalten im Land Sachsen-Anhalt auf.

## Justizvollzugsanstalten
| Justizvollzugsanstalt                                                              | Ort              | Inbetriebnahme | Belegungsfähigkeit | Bemerkungen | Bild |
| ---------------------------------------------------------------------------------- | ---------------- | -------------- | ------------------ | --- | ---- |
| Justizvollzugsanstalt Burg                                                         | Burg             | 2009           | 631                | Der Bau erfolgte im Wege des Public Private Partnership.                                                                                           |      |
| Justizvollzugsanstalt Dessau                                                       | Dessau-Roßlau    | 1886           | –                  | 2015 geschlossen |      |
| Justizvollzugsanstalt Halle I                                                      | Halle (Saale)    | 1842           |                    | weiterer Name: Roter Ochse |      |
| Justizvollzugsanstalt Halle II (SothA)                                             | Halle (Saale)    |                |                    | ehem. Standort Wilhelm-Busch-Straße; Sozialtherapeutische Anstalt; 2014 nach Burg verlagert.                                                       |      |
| Justizvollzugsanstalt Halle III                                                    | Halle (Saale)    | 1971           |                    | Standort Wilhelm-Busch-Straße; ehemals Jugendanstalt; seit 2010 „unselbständige Nebenstelle“ der Justizvollzugsanstalt Halle I                     |      |
| Jugendarrestanstalt Halle                                                          | Halle (Saale)    |                | 22                 | Standort Roter Ochse |      |
| Justizvollzugsanstalt Magdeburg                                                    | Magdeburg        | 1903           | –                  | mit Abteilungen in Halberstadt und Stendal. 2013 geschlossen.                                                                                      |      |
| Justizvollzugsanstalt Athensleben Außenanstalt der Justizvollzugsanstalt Magdeburg | Athensleben      | 1961           | bis zu 140         | In Zwangsarbeit wurden hier für das Fernsehgerätewerk Staßfurt Fernsehgeräte hergestellt. Die JVA wurde 1991 geschlossen und nach 2011 abgerissen. |      |
| Justizvollzugsanstalt Naumburg                                                     | Naumburg (Saale) | 1859           | 264                | 2012 geschlossen |      |
| Jugendanstalt Raßnitz                                                              | Raßnitz          | 1959/2002      | 398                | bis 1998 Justizvollzugsanstalt |      |
| Justizvollzugsanstalt Volkstedt                                                    | Volkstedt        | 1942           | 263                | mit Abteilung in Eisleben |      |